# Gotebo
Gotebo – miasto w Stanach Zjednoczonych, w stanie Oklahoma, w hrabstwie Kiowa.